# Cylindre de Nabonide

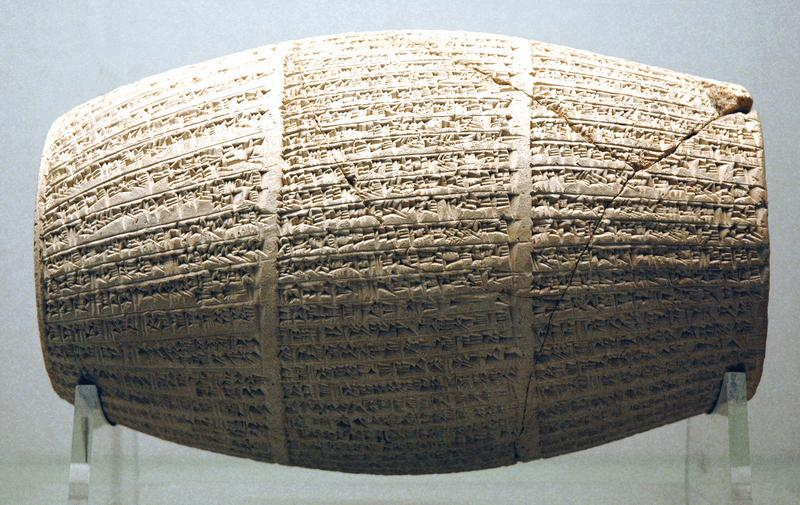
Le cylindre de Nabonide.

Le cylindre de Nabonide retrouvé à Sippar est un long texte où le roi Nabonide de Babylone (556-539 av. J.-C.) décrit les réparations qu'il a effectuées en vue de restaurer trois temples :
1. le sanctuaire du dieu de la lune Sîn à Harran,
2. le sanctuaire de la déesse guerrière Anunitu à Sippar
3. le temple de Šamaš également à Sippar.

Une copie fut mise au jour dans le palais royal de Babylone, aujourd'hui conservée à Berlin tandis qu'une autre copie est possession du British Museum de Londres.
Ce texte est écrit après le retour de Nabonide d'Arabie lors de la treizième année de son règne, mais antérieurement à la guerre contre le roi perse Cyrus II, mentionné comme l'instrument des dieux.
Le cylindre de Nabonide comporte de nombreux thèmes retrouvés dans des textes antérieurs ou ultérieurs, à l'instar du cylindre de Cyrus, mieux connu, à savoir une longue titulature, le récit d'un dieu en colère qui a abandonné son sanctuaire, qui se réconcilie avec son peuple et qui ordonne au roi de restaurer le temple et celui d'un roi qui dans un élan de piété intensifie les offrandes quotidiennes. Le texte comporte également des prières.